# Gherman Pîntea

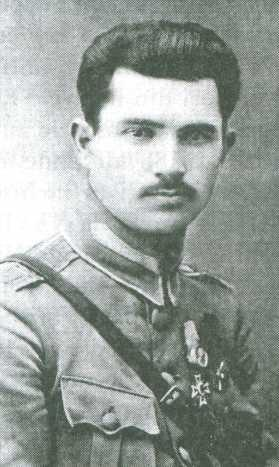

Gherman Pîntea (ur. 13 maja 1894 r. w Zăicani, zm. 3 lutego 1968 r. w Bukareszcie) – rosyjski, a następnie rumuński wojskowy pochodzenia mołdawskiego, minister spraw wojskowych Mołdawskiej Republiki Demokratycznej w latach 1917–1918, kilkakrotny gubernator Kiszyniowa w okresie międzywojennym, burmistrz okupowanej Odessy podczas II wojny światowej.
Brał udział w I wojnie światowej jako sztabskapitan armii rosyjskiej. Od końca 1917 r. wchodził w skład Rady Kraju (Sfatul Țării), która proklamowała Mołdawską Republikę Demokratyczną. Został ministrem spraw wojskowych. Po włączeniu Besarabii do Rumunii pod koniec listopada 1918 r., otrzymał obywatelstwo rumuńskie. W latach 1923, 1927–1928 i 1932 pełnił funkcję gubernatora Kiszyniowa. Po zdobyciu Odessy przez wojska rumuńsko-niemieckie w październiku 1941 r., został burmistrzem okupowanego miasta. Kiedy Armia Czerwona odzyskała Odessę w kwietniu 1944 r., aresztowano go. Po zakończeniu wojny Sowieci pozwolili mu na powrót do Rumunii, gdyż podczas okupacji uratował przed śmiercią z rąk Niemców siostrę marszałka Siemiona K. Timoszenki. Był autorem wspomnień. Imieniem G. Pîntei jest nazwana jedna z ulic Kiszyniowa.